# پیش پا افتاده (فیلم)
پیش پا افتاده یا بدیهی (به انگلیسی: Trivial) فیلمی محصول سال ۲۰۰۷ و به کارگردانی سوفی مارسو است. در این فیلم بازیگرانی همچون لور دوتیل، کریستوفر لمبرت، سوفی مارسو، نیکلاس براینکن، سیمون آبکاریان، روبر حسین، ماری-کریستین بارو، ماریلو بری، ژاک بوده، فیرمین ریچارد، سمیر گسمی، دونی منوشه و گیوم گوئی ایفای نقش کرده‌اند.